# Francouzská reformovaná církev
Francouzská reformovaná církev (francouzsky L'Église réformée de France) byla historicky nejvýznamnější evangelická církev ve Francii, která navazovala na učení hugenotů založené na kalvinismu. Církev byla členem Francouzského protestantského svazu, Světového společenství reformovaných církví, Společenství evangelických církví v Evropě a Světové rady církví. Od 1. ledna 2013 se transformovala do Sjednocené protestantské církve ve Francii.

## Historie
Reformované církve ve Francii, které vznikly pod vlivem reformace v 16. století, byly zpočátku organizovány ilegálně. První národní synod se konal v roce 1559, krédo z La Rochelle pochází z roku 1571. Víra hugenotů byla uznána nantským ediktem, poslední oficiální synod se sešel v roce 1659. V roce 1685 Ludvík XIV. ediktem z Fontainebleau zrušil nantský edikt, čímž začalo dlouhé období represí.
Po konkordátu z roku 1801 s Vatikánem vydal Napoleon Bonaparte pro členy nekatolických náboženských obcí (kalvinisté, židé, luteráni) organické články, na základě kterých byly ustanoveny konzistoře. Reformovaní nařízení přijali, protože je nestavělo do horšího postavení než ostatní náboženské komunity. Znamenalo to však výrazný rozpor s jejich principy. Faráři již nebyli zaměstnáni a placeni věřícími ve farnostech, ale byli placeni státem a byli podřízeni konzistořím jako zaměstnavatelé.
Generální synod, který by byl výhradně směrodatný v otázkách dogmat a učení, nebyl povolen. Navíc usnesení o otázkách učení a dogmat, pokud by byla některá přijata, podléhala státnímu schválení, což bylo pro reformované zcela nepřijatelné. Samostatné reformované církevní obce, základ veškeré organizace v reformovaném chápání církve, nebyly státem uznány. Místo toho byly farnosti považovány za pobočky 81 státem uznaných a kontrolovaných reformovaných konzistoří, z nichž každá měla na starosti přibližně 6000 duší. Pro velké oblasti diaspory existovaly tzv. oratorní okrsky s menším počtem duší.
V 19. století proniklo do reformovaného protestantismu ve Francii obrození a další náboženské proudy. Vzhledem k neexistenci generálního synodu se reformovaná církev v průběhu 19. století dostala do rozporu mezi příznivci hnutí obrození (tehdy nazývanými évangéliques) a příznivci náboženského liberalismu. Farnosti tedy fungovaly jako jediný orgán pro učení reformovaných církví. Napoleon III. dne 26. března 1852 vydal dekret, který právně uznal reformované farnosti a stanovil volbu presbyterů podle tehdejší reformované nauky na základě všeobecného mužského volebního práva. Když však konzistoř měla obsadit pastoráty, byli sborům opakovaně předkládáni kandidáti, kteří odporovali převládajícímu postoji presbyterů a sborové většině, která je volila. To vyvolalo velké spory.
Dvě pastorační konference, z nichž každá přilákala především pastory jednoho nebo druhého vyznání (liberálové v Nîmes a obrození v Paříži), byly nezávazné a nemohly nahradit generální synod. Obrození požadovali generální synod, který by schválil autoritativní krédo, umírnění liberálové souhlasili, radikální liberálové již nechtěli uznávat autoritu generálního synodu v otázkách doktríny a dogmat. Reformované farnosti v pěti reformovaných konzistořích, které ležely v Alsasku-Lotrinsku, byly odděleny od francouzské reformované církve v roce 1871. Později vytvořily vlastní reformovanou církev Alsaska a Lotrinska (Église protestante réformée de l'Alsace et de Lorraine).
Teprve v červnu a červenci 1872 se opět sešel reformovaný generální synod, který mohl podat závazný výklad. Dominovaly mu dvě třetiny reformovaných příznivců obrozeneckého hnutí. Mnoho liberálů ale neuznalo usnesení generálního synodu. V důsledku toho se francouzská reformovaná církev rozdělila. Proud, který vzešel z obrozeneckého hnutí, vyzval v roce 1879 všechny ochotné reformované církevní obce, aby vyslaly své poslance na další synod, ze kterého vzešel svaz církví s názvem Unie evangelicko-reformovaných církví (Union des Églises réformées évangéliques). Od roku 1882 uspořádali zástupci reformovaných farností liberálního hnutí generální shromáždění, z nichž vzešel Svaz sjednocených reformovaných církví (Union des Églises réformées unies). Asi dvě třetiny francouzských reformovaných byly v prvním svazu a jedna třetina ve druhém.
Tak jako i ostatní náboženské komunity ve Francii, které byly konstituovány na základě organických článků, ztratily oba reformované církevní svazy svůj statut veřejné náboženské korporace (établissement public du culte) na základě francouzského zákona o odluce církve od státu, což mj. znamenalo konec státního spolufinancování. V té době existovaly kromě zmíněných dvou církevních svazů ještě další dva celostátní reformované církevní svazy, které ale nikdy nezískaly statut veřejné korporace: Unie svobodných evangelických církví (Union des Églises évangéliques libres, založená v roce 1849) a metodistická církev. Společná zkušenost první světové války a nástup nových teologických proudů (zejména Karla Bartha) přinesly částečnou obnovu jednoty reformovaných církví.
V roce 1938 vznikla z církevních svazů dnešní francouzská reformovaná církev. Vzhledem k tomu, že v Alsasku-Moselsku nadále platí práva a omezení organických článků a konkordátu po jejich opětovném začlenění do Francie, Reformovaná církev Francie a Reformovaná církev Alsaska a Lotrinska se nemohou legálně sjednotit, pokud se druhá dobrovolně nevzdá své korporativnosti.
Reformovaná církev Francie byla ve společenství s Evangelickou luteránskou církví Francie a dvěma členskými církvemi Svazu protestantských církví Alsaska a Lotrinska. V květnu 2012 se synody Francouzské evangelické luteránské církve a Reformované církve Francie v Belfortu rozhodly sloučit a vytvořit Sjednocenou protestantskou církev ve Francii. Ve dnech 9.–12. května 2013 se v Lyonu sešel první synod sjednocené církve.

## Organizace
Administrativní členění francouzské reformované církve tvořilo osm regionů: Parisienne, Est, Nord-Normandie, Ouest, Sud-Ouest, Cévennes Languedoc-Roussillon, Provence-Alpes-Corse-Côte-d'Azur, Centre-Alpes-Rhône. Území bývalého Alsaska-Lotrinska (departementy Haut-Rhin, Bas-Rhin, Moselle) a oblast kolem města Montbéliard patří k jiným evangelickým církvím.
Církev byla řízena podle synodálně-presbyteriánského principu každoročním celostátním synodem složeným převážně ze zástupců osmi krajů (duchovních a laiků). Posledním předsedou synody, volený jejími členy na tři roky, byl kněz Marcel Manoël.
Stejným způsobem bylo řízeno i osm regionů, na které národní církev (Union Nationale) delegovala řadu úkolů.

## Učení
Po 213 letech bez celostátního synodu XXX. generální synod v letech 1872–1873 vydal nové prohlášení víry, jehož zásady odmítla jen malá menšina. Generální synod se na konci století bohatého na teologické a duchovní inovace distancoval od přísného kalvinismu. Reformovaná církev těžila nejen ze svého dědictví, ale také z liberalismu, pietismu, neoluteránství a dalších proudů. Možnosti, myšlenky a hranice této pluralitní teologie byly stanoveny prohlášením víry v roce 1936.

## Symboly
Hlavním a nejrozšířenějším symbolem církve byl hugenotský kříž, avšak ne jediným. Znamením staré reformované církve byl hořící keř. Logo reformované církve ve Francii přijaté v roce 2000 představuje stylizovaný hořící keř s hugenotským křížem uprostřed.